# Penal de Challapalca

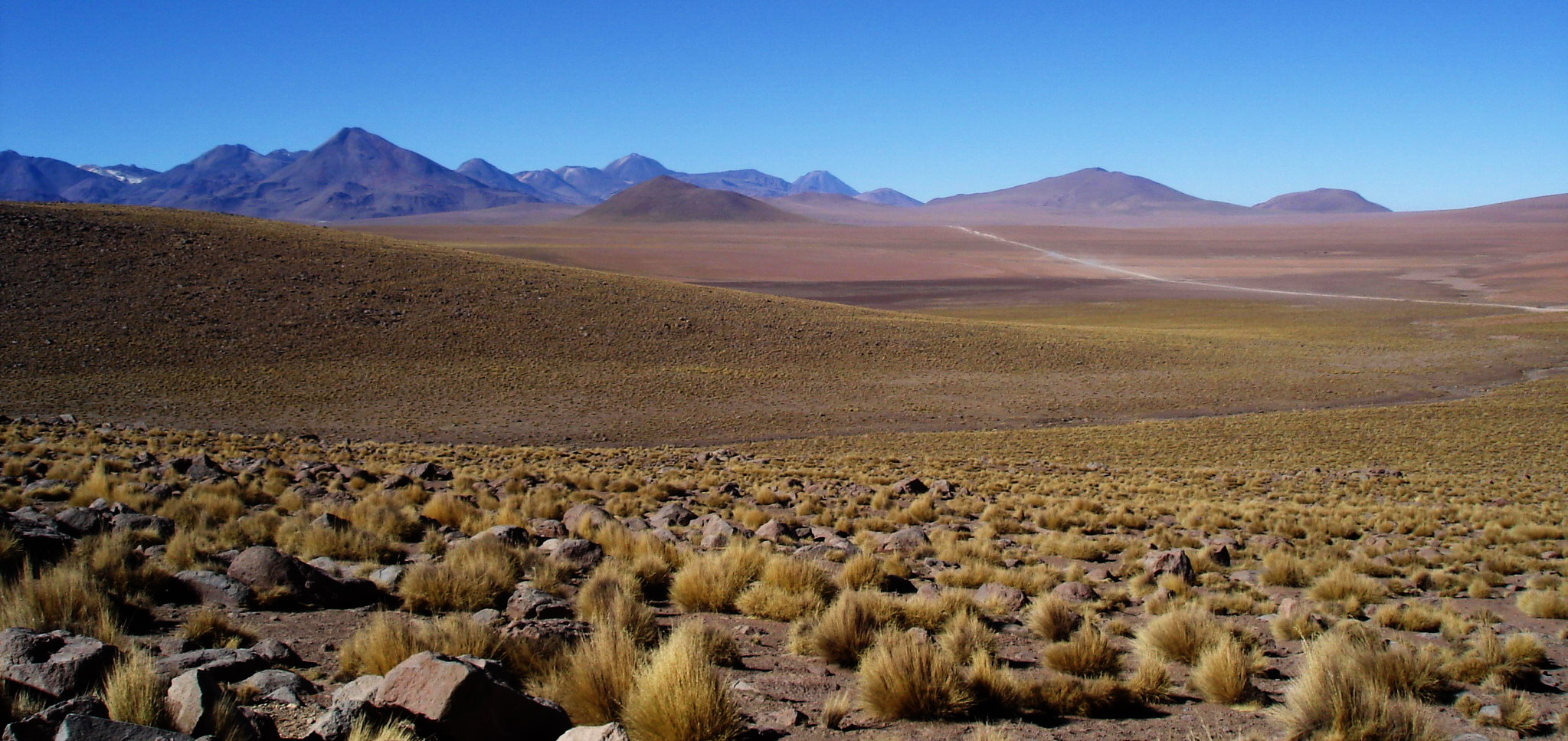
O presídio situa-se numa elevada região da cordilheira dos Andes.

Departamento de Tacna, no Peru (em vermelho).

Penal de Challapalca é um centro penitenciário situado na província de Tarata, Departamento de Tacna, no sul do Peru. Localizada a cerca de 4850 metros de altitude, é a penitenciária mais alta do planeta. A prisão foi edificada entre 1996 e 1997, tendo no ano de 2019 182 presos de alta e média periculosidade.
O presídio é caracterizado por situar-se numa zona de elevada altitude, longe de povoados com população relevante, num entorno hostil e com condições climáticas extremas (com temperaturas que podem ficar abaixo de -20 °C durante as noites de inverno).

## Presos de alta periculosidade
Ordenados segundo a data de captura e reclusão.
| Jacinto Aucayari Bellido † | Alias: Cholo Jacinto. Chefe do grupo "Los Injertos del Fundo Oquendo". Morreu em Challapalca após 12 anos de reclusão. |
| Rodolfo Orellana           | Chefe de uma máfia que operava em diversos níveis do estado.                                                           |
| Joran van der Sloot        | Assassino. |
| Carlos Timana Copara       | Sicário e assaltante de bancos. Líder do bando "Los Destructores".                                                     |
| Román León Arévalo         | Alias: El viejo paco. Líder do bando de sicários "La Gran Familia".                                                    |
| Alexander Campos Vásquez   | Alias: El borrego. Líder do bando de sicários "Los sanguinarios de Bagua".                                             |
| Gerald Oropeza             | Chefe de um grupo dedicado ao tráfico de drogas.                                                                       |
| Gerson Gálvez              | Alias: Caracol. Narcotraficante chefe do bando "Barrio King del Callao".                                               |